# Nacéra Kainou
Nacéra Kainou est une artiste peintre et sculptrice française, née en 1963, originaire de Meussia dans le Jura.

## Biographie
Nacéra Kainou commence sa formation à l'école régionale des beaux-arts de Besançon (Doubs), de 1984 à 1989, et y étudie le dessin et la peinture. À la fin de ses études, elle obtient un certificat d'initiation plastique, un diplôme national d'art plastique avec mention et un diplôme national supérieur d'expression plastique, puis intègre l'école d'art professionnelle The Art Students League of New York (États-Unis) de 1989 à 1991, dans le département sculpture de 1986 à 1989.
Elle est nommée au grade de chevalier de l'ordre des Arts et des Lettres en 2013 et se voit attribuer le titre de peintre agréé des armées, spécialité peintre de l'armée en 2014.
C’est une de ses sculptures, un buste représentant Charles de Gaulle, qui est choisi pour être le cadeau officiel, remis le 27 mars 2014 lors d’une cérémonie au Grand Trianon du parc de Versailles, par le président de la République française François Hollande au président de la république populaire de Chine Xi Jinping lors de la venue en ce lieu de celui-ci, en visite d'État en France.

## Collections publiques
À Singapour
- Lee Kuan Yew Center for Innovative Cities, Lee Kuan Yew, buste, offert par l'association Lyon-Singapour[3]

En Chine
- Shanghai : Victor Hugo, buste, offert par la ville de Besançon[4] pour la nouvelle artère consacrée au théâtre dans le monde
- Pékin : Victor Hugo, buste commémorant l'audace de l'écrivain dans sa condamnation écrite de la destruction de l'ancien palais d'été réalisée par le corps expéditionnaire franco-britannique[5]

En France
- Cathédrale Saint-Louis des Invalides, Saint-Charles de Foucauld, buste
- Statue de Marsouin, allégorie de la devise "Croche et Tient" du 21e RIMa, Fréjus
- Musée des Troupes de Marine, Fréjus, Bustes du Général Mangin et du Cardinal de Richelieu
- État Major des Armées, Balard, Paris, Maréchal Leclerc, buste
- Centre des Hautes Études Militaires, École Militaire, Paris, Maréchal Foch et Amiral Castex, bustes
- Fort Ganteaume, Marseille, Vice-Amiral Honoré de Ganteaume, buste
- Académie des Sciences et onze autres lieux[6], Paris, Théodore Monod, buste
- Doubs, collège Lucie-Aubrac[7] : Lucie Aubrac, buste, commande du conseil général du Doubs
- Évry Corbeil, Snecma groupe SAFRAN, hall Jean-Ferrat : Jean Ferrat, buste
- Nanterre, Conseil général des Hauts-de-Seine : François-René de Chateaubriand, buste en bronze, effigie du prix Chateaubriand[8] remis au lauréat de ce prix littéraire
- Saline Royale d'Arc et Senans, Théâtre de Besançon et Château de Bénouville, Claude-Nicolas Ledoux, buste
- Sylvanès, abbaye : Serge de Beaurecueil, buste
- Tulle, quai Baluze : Étienne Baluze, buste
- Maison du Patrimoine de Châtillon, Léo Malet, buste
- Ambassade de Singapour à Paris, Lee Kuan Yew, buste
- Saint-Sauveur-en-Puisaye, dans le jardin face à la maison natale de Colette, buste de Colette inauguré le 28 janvier 2023

En Israël
- Jérusalem, église du Saint-Sépulcre : Chateaubriand, médaillon, commande de la Maison de Chateaubriand

En Algérie
- Maison natale d'Yves Saint-Laurent à Oran, Yves Saint-Laurent, buste

## Décorations
- Chevalière de la Légion d'honneur (2021)[9]
- Chevalier de l'ordre des Arts et des Lettres (2013)